# 长水河农场
长水河农场是一个位于中华人民共和国黑龙江省黑河市北安市的农场，亦是黑龙江省农垦北安管理局所属的一个农场。
长水河农场位于小兴安岭西南麓。

## 行政区划
长水河农场下辖以下单位：
长水河场直社区、长水河农场第一管理区、长水河农场第二管理区、长水河农场第三管理区、长水河农场第四管理区、长水河农场第五管理区和长水河农场第六管理区。